# Uzma Aslam Khan
Uzma Aslam Khan, née en 1969 à Lahore, est une romancière pakistanaise qui écrit en anglais.

## Biographie
Uzma Aslam Khan a grandi principalement à Karachi à partir de 1979, mais, dans ses dix premières années, elle a vécu aux Philippines, au Japon et à Londres. En 1987, elle obtient une bourse pour étudier la littérature aux États-Unis (Hobart and William Smith Colleges, New York, puis à l'université d'Arizona à Tucson).
Elle enseigne ensuite en divers endroits : à Rabat (Maroc) – où, professeur d'anglais, elle termine son premier roman et commence le second –, à Lahore, plus récemment à l'Université d'Hawaï à Mānoa.
Elle a épousé en 1994 l'écrivain américain David Maine.

## Œuvre
- The Story of Noble Rot, Penguin India, 2001 ; London, Harper, 2003.
- Transgression, traduit de l'anglais (titre original : Trespassing, 2004) par Marie-Odile Probst, Arles, Éd. Philippe Picquier, 2004, 541 p.  (ISBN 2-87730-707-7)

Dans ce roman, elle raconte la vie quotidienne de la moyenne bourgeoisie de Karachi et d'une famille de pêcheurs pauvres, à travers les destins imbriqués de cinq personnages. C'est ce deuxième roman, traduit dans de nombreuses langues, qui l'a fait connaître sur le plan international.
- Géométrie divine, traduit de l'anglais (titre original : The geometry of God, 2009) par Marie-Odile Probst et relu par Alain Keruzoré, Arles, P. Picquier, 2010, 477 p.  (ISBN 978-2-8097-0163-0)

Elle a écrit aussi des essais.

## Sources
- « L'effrontée du Pendjab », Télérama, n° 2952, 9 août 2006, p. 28 et suiv.